# Бехбахани, Симин
Симин Бехбахани (перс. سیمین بهبهانی‎, 1927—2014) — иранская поэтесса и общественный деятель, в кругах иранской интеллигенции именовалась «львицей Ирана». Дважды номинировалась на Нобелевскую премию по литературе и удостоена многих литературных наград по всему миру.

## Биография
Настоящее имя — Симин Халили (перс. سیمین یلیلی‎). Родилась в Тегеране в семье поэта и писателя Аббаса Халили (1893—1971), который писал стихи на персидском и арабском языках, перевёл около 1100 стихов «Шахнаме» Фирдоуси на арабский язык, и некоторое время был редактором газеты Eghdām («Действие»). Мать Симин — Фахр-е Озма Аргун (1898—1966) — была одной из прогрессивных женщин своего времени, поэтессой и преподавателем французского языка в средних школах Тегерана. Фахр-е Озма Аргун была членом ряда общественных организаций: Ассоциации женщин-патриотов (1925—1929 годы), Демократической партии и Ассоциации женщин, в 1932 году — редактором газеты «Аида-и Иран» («Будущее Ирана»). Симин начала писать стихи в 12 лет и опубликовала своё первое стихотворение в четырнадцать лет. Вначале она использовала стиль «Чар парех» основоположника новой иранской поэзии Нимы Юшиджа, а затем — газель. Бехбахани внесла большой вклад в развитие иранской поэзии, добавляя в традиционные стихи театральные сюжеты, повседневные события и диалоги, используя стиль газель. Она расширила диапазон традиционных форм персидских стихов, ей принадлежат многие значительные произведения персидской поэзии XX века.
Симин была президентом Ассоциации писателей Ирана и номинировалась на Нобелевскую премию по литературе в 1999 и 2002 годах.
В начале марта 2010 года Бехбахани не смогла покинуть страну из-за запрета властей. В аэропорту при посадке на парижский рейс Бехбахани была задержана полицией, после чего подверглась допросу, длившемуся всю ночь. В это время Бехбахани было 82 года и она была почти слепой. Переводчик Фарзане Милани выразила возмущение в связи с этим арестом.
6 августа 2014 года Бехбахани была госпитализирована в Тегеране, в тот же день она впала в кому и находилась в ней до момента кончины 19 августа 2014 года. Траурная церемония состоялись 22 августа в Рудаки-холле, после чего Бехбахани была похоронена на кладбище Бехеште-Захра.

## Награды и премии
- 1998 Грант Хелман-Хаммет Human Rights Watch
- 1999 Медаль имени Карла Осецкого[нем.] Международной лиги защиты прав человека[нем.]
- 2006 Премия за свободу выражения мнения[англ.] Союза писателей Норвегии
- 2009 Лауреат телевизионного канала MTVU[4]
- 2013 Премия ПЕН-центра Венгрии[англ.][5]